# 御窑厂
29°17′49″N 117°12′07″E / 29.29694°N 117.20194°E
御窑厂，明代及清初称御器厂，位于今江西省景德镇市珠山区，明洪武二年（1369年）设，是明清两代专门制作皇家用瓷的官窑，御窑厂前后延续四百多年，是中国延续时间最长、规模最大、品类最多、工艺最精的官窑。御窑厂窑址于2006年被列为第六批全国重点文物保护单位。

## 历史
御窑厂于咸丰五年（1855年）被太平军烧毁，同治五年（1866年）重建，民国初停烧。

## 发掘与保护
1982年～1994年对窑址进行了多次抢救性考古发掘，2002年～2004年对窑址正式发掘，清理出清末的北围墙、明初的窑炉等遗迹，发现明代早期、中期瓷器碎片十余吨，明末及清代的地层堆积早已被扰乱或已不存。